# Łukasz Gadowski
Łukasz Gadowski (ur. 29 lipca 1977 w Prudniku) – polsko–niemiecki inżynier, przedsiębiorca i inwestor. Założyciel firmy Spreadshirt AG.

## Życiorys
Ojciec Łukasza Gadowskiego był aktywnym działaczem Niezależnego Samorządnego Związku Zawodowego „Solidarność”. W 1986 z powodów politycznych był zmuszony wraz z rodziną opuścić Polskę. Zamieszkali w mieście Kassel w zachodnich Niemczech. Parę lat później zaczął uczęszczać do uczelni ekonomicznej w Lipsku.
W maju 2002 roku wraz z Matthiasem Spieß założył firmę Spreadshirt AG, która zajmuje się nadrukowywaniem indywidualnie zamówionych przez Internet wzorów na odzieży.
W 2007 Gadowski przeprowadził się do Berlina. W 2008 wraz z kilkoma partnerami założył Team Europe Ventures. W 2011 Niklas Östberg, Kolja Hebenstreit, Markus Fuhrmann i Łukasz Gadowski założyli firmę Delivery Hero, która obecnie jest jedną z największych firm branży spożywczej na świecie.